# Temple Bar (tijdschrift)
Temple Bar was een Engels literair tijdschrift dat maandelijks verscheen van 1860 tot 1906. Er verschenen in totaal 553 nummers van het blad. De volledige titel luidde Temple Bar – A London Magazine for Town and Country Readers.
De redactie was aanvankelijk in handen van de journalist George Augustus Sala, een volgeling van Charles Dickens. Later werd de redactie enige tijd gevoerd door schrijfster Mary Elizabeth Braddon (oprichtster van het literaire tijdschrift Belgravia) en uiteindelijk door schrijver/journalist Arthur Ransome.
Het blad werd opgericht kort na het ontstaan van het zeer succesvolle Cornhill Magazine dat onder redactie stond van William Makepeace Thackeray. Sala richtte zich volgens eigen zeggen op het geletterde middenklassengezin. Het blad werd goed ontvangen en kende een voortvarende start met een oplage van rond 30.000 exemplaren, die overigens terug zou lopen tot ca. 13.000 aan het eind van de jaren 1860. In 1868 werd het tijdschrift samengevoegd met Bentley's Miscellany (opgericht in 1836).
Temple Bar publiceerde werk van onder anderen Wilkie Collins, Charles Reade, Robert Louis Stevenson, Anthony Trollope, Arthur Conan Doyle en E. F. Benson.
De titel van het blad verwijst naar de Temple Bar, een markant grenspunt tussen de City of London en de City of Westminster. Ook titels van andere in de 19e eeuw ontstane literaire tijdschriften verwijzen naar straten of gebouwen in Londen, zoals The Cornhill Magazine, Belgravia, The Pall Mall Magazine, The Savoy en The Strand Magazine.